# Többesélyes szerelem
A Többesélyes szerelem (eredeti cím: Materialists) 2025-ben bemutatott amerikai romantikus filmvígjáték, amelyet saját forgatókönyvéből Celine Song rendezett. A főbb szerepekben Dakota Johnson, Chris Evans és Pedro Pascal látható.
A projekt Song második játékfilmje az Előző életek (2023) után, tovább folytatva az intimitás, az identitás és a modern kapcsolatok témájának feltárását. Az Amerikai Egyesült Államokban 2025. június 13-án mutatták be a mozikban. Magyarországon 2025. augusztus 14-én jelent a meg az InterCom Zrt. forgalmazásában. Általánosságban pozitív visszajelzéseket kapott a kritikusoktól.

## Cselekmény
A sikertelen színésznőből sikeres házasságközvetítővé vált Lucy Mason a New York-i Adore nevű házasságközvetítő cégnél dolgozik. Önkéntes cölibátusban élő „örök szingliként” azt állítja, hogy vagy egyedül fog meghalni, vagy egy gazdag emberhez fog hozzámenni. Szakmai sikerei ellenére egyre inkább frusztrálttá válik ügyfelei irreálisabb elvárásai miatt. Hosszú távú ügyfele, Sophie nehezen tudja alacsonyabb szintre csökkenteni elvárásait és letelepedni, ezért Lucy vigasztalja őt a legutóbbi elutasítás miatt.
Lucy részt vesz egy korábbi ügyfele esküvőjén, amely immár a kilencedik alkalom az ő szervezésében. A menyasszony sírni kezd, mert úgy érzi, felszínes okokból és kötelességből megy férjhez, de Lucy végül rábeszéli a ceremónia folytatására. Az esküvői fogadáson Lucyhoz odalép Harry Castillo, a vőlegény testvére, aki meghallja, ahogy Lucy más egyedülállóknak bemutatja üzleti ajánlatát. A férfi érdeklődést mutat iránta, de Lucy visszautasítja, és inkább azt javasolja neki, hogy legyen az Adore ügyfele.
Lucy váratlanul találkozik volt barátjával, John Finch-csel, aki az esküvőn pincérként dolgozik, és továbbra is színészi karrierjét folytatja. Visszaemlékeznek korábbi kapcsolatukra, amely kölcsönös anyagi nehézségek miatt véget ért; például az évfordulójukon halal kocsiból ételt ettek.
Harry továbbra is udvarol Lucy-nak, és elviszi őt luxuséttermekbe. A nő eleinte kételkedik Harry szándékaiban, mert úgy gondolja, jobb partnert is találhatna, de Harry meggyőzi őt szándékainak őszinteségéről. Kapcsolatuk hamarosan hivatalossá válik, és Lucy újult optimizmusa áttevődik a munkájára is. Sophie legutóbbi randipartnere, Mark elmondja Lucy-nak, hogy élvezte a randevút Sophie-val, és szeretne újra találkozni vele. Lucy önbizalma megrendül, amikor főnöke, Violet közli vele, hogy Mark bántalmazta Sophie-t, ezért pert indít az Adore ellen.
Lucy és Harry megnézik John darabját, és bár a férfi szívfájdalma nyilvánvaló, mégis meghívja őket, hogy a előadás után csatlakozzanak a társulathoz egy italra. Egy magánbeszélgetés során John rájön, Lucy valami miatt zaklatott, de vigasztalási kísérletei akaratlanul is leereszkedőnek tűnnek, mire a nő azonnal távozik Harryvel.
Bár Violet azt mondja Lucy-nak, Sophie helyzete nem az ő felelőssége, és a per miatt ne beszéljen vele, mégis felkeresi Sophie-t, és személyesen bocsánatot kér tőle. Sophie dühösen elutasítja a bocsánatkérést, és „strici”-nek nevezi, aki a problémás ügyfelet bármelyik emberre rá akarta sózni, függetlenül a következményektől.
Harryvel Izlandra utazni készülve Lucy egy eljegyzési gyűrűt talál a férfi poggyászában. Később, aznap este rájön, Harry csontmeghosszabbító műtéten esett át, hogy magasabb legyen. A beavatkozásnak köszönhetően élete jobbá vált, de csalódott, hogy Lucy rájött erre, ezért megkérdezi tőle, ez megváltoztatja-e az iránta érzett érzelmeit. Habár ez nem így van, Lucy rájön, mindketten csak azért folytatták a kapcsolatot, mert egymásban megtalálták mindazt, amit egy partnerben kerestek, de valójában nem voltak szerelmesek egymásba. Békességben szakítanak. 
Mivel Lucy az utazás miatt albérletbe kiadta lakását, így nincs hol megszállnia; meglátogatja Johnt és azt javasolja, utazzanak el az állam északi részébe a színdarabjából szerzett pénzéből. Egy esküvőn, ahová együtt csempészik be magukat, a nő megcsókolja a férfit. Amikor John megkérdezi, újra összejönnek-e, Lucy bizonytalanságát fejezi ki, hivatkozva ellentmondásos értékrendjére. John bevallja, mindig is szerette őt, és közös jövőt képzel el, míg Lucy elismeri, hogy John anyagi helyzete iránti elégedetlensége beárnyékolta szerelmüket, amikor együtt voltak.
Lucy pánikba esett hívást kap Sophie-tól: Mark az apartmanja előtt áll, és a rendőrség nem hajlandó közbeavatkozni. Lucy és John sietve visszatérnek a városba, de Mark már elment. Lucy segít Sophie-nak távoltartási végzést kérni, akik végül kibékülnek. Mielőtt elbúcsúznak, John őszintén kéri Lucy-t, újítsák meg kapcsolatukat, és megígéri, keményebben fog dolgozni, hogy eltartsa őt. Lucy beleegyezik.
Később Sophie új partnerrel kezd randizni az Adore-tól; Harry is ügyfél lett. Violet felajánlja Lucy-nak, hogy vezesse az Adore New York-i irodáját. Lucy elárulja, fel akart mondani, de vonakodva beleegyezik, hogy megfontolja az ajánlatot. Egy spontán ebéd közben a Central Parkban John megkéri a kezét, és Lucy csókkal fogadja el az ajánlatot. A stáblista során különböző párok (köztük ők is) láthatók, akik a városi anyakönyvvezető irodájában veszik át a házassági engedélyüket.

## Szereplők
| Szerep           | Színész          | Magyar hang      |
| ---------------- | ---------------- | ---------------- |
| Lucy Mason       | Dakota Johnson   | Földes Eszter    |
| John Finch       | Chris Evans      | Zámbori Soma     |
| Harry Castillo   | Pedro Pascal     | Varga Gábor      |
| Sophie           | Zoë Winters      | Grisnik Petra    |
| Violet           | Marin Ireland    | Ullmann Mónika   |
| Daisy            | Dasha Nekrasova  | Pájer Alma Virág |
| Charlotte        | Louisa Jacobson  | Kókai Tünde      |
| Robert           | Eddie Cahill     | Dévai Balázs     |
| Mason            | Sawyer Spielberg | Suhajda Dániel   |
| Trevor           | Joseph Lee       | Kuttner Bálint   |
| Mark P. (hangja) | John Magaro      | Mészáros András  |
| esküvői énekes   | Baby Rose        |                  |

### Magyar változat
- Magyar szöveg: Tóth Tamás
- Hangmérnök: Farkas László
- Vágó: Kajdácsi Brigitta
- Gyártásvezető: Kincses Tamás
- Szinkronrendező: Nikas Dániel
- Produkciós vezető: Hagen Péter

A szinkront a Mafilm Audio Kft. készítette el.

## A film készítése
A film írója és rendezője Celine Song, ami a 2023-as Előző életek után a második nagyjátékfilmje. A projektet 2024 februárjában jelentették be, a producerek Christine Vachon és Pamela Koffler, valamint David Hinojosa voltak. A bejelentés idején Dakota Johnson, Chris Evans és Pedro Pascal már megerősített szereplőként voltak feltüntetve. Az A24 vállalta a film amerikai forgalmazását és a nemzetközi értékesítési feladatokat, a projektet pedig a European Film Marketen mutatták be, hogy finanszírozást szerezzenek. A filmet az IPR.VC tárfinanszírozta. Még ugyanebben a hónapban a Sony Pictures nyolc számjegyű összegért megszerezte a nemzetközi forgalmazási jogokat (Oroszország, Kína és Japán kivételével).
2024 májusában Zoë Winters, Dasha Nekrasova, Louisa Jacobson és Marin Ireland csatlakoztak a szereplőgárdához.

### Forgatás
A forgatás 2024. április 29-én kezdődött New Yorkban, és 2024. június 6-án fejeződött be. A felvételek elsősorban Manhattan és Brooklyn városrészeiben zajlottak. A forgatási helyszínek között szerepelt Sunset Park, Brooklyn Heights és a West Village. Az ősemberek első házasságkötését ábrázoló jelenetet a Durangóban vették fel. A filmet 35 mm-es filmre rögzítette Shabier Kirchner antiguan operatőr, aki ezzel másodszor dolgozott együtt Songgal az Előző életek után.

## Bemutató
A filmet az Amerikai Egyesült Államokban 2025. június 13-án mutatta be az A24. A Sony Pictures Releasing International 2025. augusztus 16-án forgalmazta a filmet nemzetközileg.

### Díjak és jelölések
| Díj                          | Időpont         | Kategória              | Átvevő(k)            | Eredmény | Forr.  |
| ---------------------------- | --------------- | ---------------------- | -------------------- | -------- | ------ |
| Astra Midseason Movie Awards | 2025. július 3. | Legjobb film           | Többesélyes szerelem | Jelölve  | [ 14 ] |
| Astra Midseason Movie Awards | 2025. július 3. | Legjobb rendező        | Celine Song          | Jelölve  | [ 14 ] |
| Astra Midseason Movie Awards | 2025. július 3. | Legjobb színész        | Chris Evans          | Jelölve  | [ 14 ] |
| Astra Midseason Movie Awards | 2025. július 3. | Legjobb színésznő      | Dakota Johnson       | Jelölve  | [ 14 ] |
| Astra Midseason Movie Awards | 2025. július 3. | Legjobb mellékszereplő | Pedro Pascal         | Jelölve  | [ 14 ] |
| Astra Midseason Movie Awards | 2025. július 3. | Legjobb forgatókönyv   | Többesélyes szerelem | Jelölve  | [ 14 ] |